# Caroline Jouisse
Caroline Laure Jouisse (Saint-Mandé, 26 de mayo de 1994) es una deportista francesa que compite en natación, en la modalidad de aguas abiertas. Ganó dos medallas de bronce en el Campeonato Europeo de Natación, en los años 2016 y 2024.

## Palmarés internacional
| Campeonato Europeo | Campeonato Europeo   | Campeonato Europeo | Campeonato Europeo |
| Año                | Lugar                | Medalla            | Prueba             |
| ------------------ | -------------------- | ------------------ | ------------------ |
| 2016               | Hoorn (Países Bajos) | Medalla de bronce  | 25 km              |
| 2024               | Belgrado (Serbia)    | Medalla de bronce  | Equipo mixto       |